# Sankt Thomas (Duitsland)
Sankt Thomas is een plaats in de Duitse deelstaat Rijnland-Palts, en maakt deel uit van de Eifelkreis Bitburg-Prüm.
Sankt Thomas telt 273 inwoners. De plaats ligt aan de rivier de Kyll en heeft in de zomer van 2021, net als veel andere plaatsen in de Eifel, een zware overstroming meegemaakt. 

## Bestuur
De plaats is een Ortsgemeinde en maakt deel uit van de Verbandsgemeinde Bitburger Land.

## Geografie
Sankt Thomas ligt in het dal van de Kyll.

## Burgemeester
De burgemeester van Sankt Thomas heet Rudolf Höser.
Verbandsvrije stad:  Bitburg